# Janina Bauman
Pour les articles homonymes, voir Bauman.
Janina Bauman (18 août 1926 à Varsovie - 29 décembre 2009 à Leeds) est une écrivaine polonaise.

## Biographie
Janina Bauman naît dans une famille juive de la bourgeoisie libérale parfaitement assimilée et non religieuse. Son père, Szymon Lewinson, est chirurgien et officier de réserve dans l'armée polonaise. Mobilisé en 1939 dans un hôpital militaire, il fait partie des officiers polonais tués à Katyń par les Soviétiques.

### Seconde Guerre mondiale
Lors du bombardement de Varsovie en septembre 1939, elle se cache dans des caves avec sa mère et sa sœur. Quelques semaines plus tard, elles sont enfermées dans le ghetto de Varsovie et y passent 26 mois. Pendant les premiers mois, malgré la promiscuité, les deux filles continuent d'étudier auprès de professeurs privés dans la maison de ceux-ci dont l'école Toporol, une petite école agricole qui fait pousser dans des conditions acrobatiques des légumes qui sont ensuite donnés aux cantines populaires gérées par le Judenrat.
Le 23 janvier 1943, sa mère, sa sœur et Janina Bauman fuient le ghetto et se réfugie dans le quartier aryen de Varsovie. Elles sont d'abord cachées dans la pièce d'une appartement calfeutré avec des rideaux puis dans l'appartement d'une jeune couple appartenant à l'Armia Krajowa. Lorsque le mari de la maison est arrêté, elle quitte leur cachette.
En 1944, Janina souffre de tuberculose. Après l'échec de l'insurrection de Varsovie, les trois femmes sont déplacées dans le Sud de la Pologne dans la maison d'une paysanne. C'est là qu'elle apprend la mort de son père, lisant son nom sur une page de journal sur laquelle elle épluche des pommes de terre.

### Après-guerre
Après la guerre, elle entame des études en sciences sociales et en journalisme à l'Université de Varsovie, où elle rencontre Zygmunt Bauman qui deviendra son époux. Elle travaille alors dans le cinéma en tant que traductrice et script. En 1968, à la suite de nouvelles persécutions antisémites en Pologne, le couple décide de partir pour Israël. Trois ans plus tard, ils partent pour Leeds où ils restent jusqu'à la fin de sa vie.
Elle est morte le 29 décembre 2009,. Après une donation de sa famille, un prix Janina Bauman est instaurée par l'université de Leeds qui récompense deux étudiants de l'Institut Bauman ayant présenté la thèse la « éthique ou morale ».

## Œuvres
- (pl) Zima o poranku. Opowieść dziewczynki z warszawskiego getta, Cracovie, Znak, 312 p. (ISBN 978-83-240-1126-1)
- (pl) Nigdzie na ziemi, Varsovie, Wydawnictwo Żydowskiego Instytutu Historycznego, 2000, 258 p. (ISBN 83-85888-32-2)
- (pl) Powroty. Opowieść w czterech odsłonach, Poznań, Wydawnictwo Zysk i S-ka, 1995, 111 p. (ISBN 83-7150-058-0)